# Principado de Halberstadt
El Principado de Halberstadt (en alemán: Fürstentum Halberstadt) fue un estado del Sacro Imperio Romano Germánico gobernado por Brandeburgo-Prusia. Substituyó al Obispado de Halberstadt después de su secularización en 1648. Su capital era Halberstadt. En 1807, el principado fue incorporado al Reino de Westfalia. A finales de 1813, fue restaurado el control del principado, y sus derechos soberanos fueron confirmados como posesión del Reino de Prusia.

## Historia
Según la Paz de Westfalia de 1648, el anterior Obispado principesco fue secularizado como el Principado de Halberstadt  y junto a Minden, Cammin (en 1650) y Magdeburgo (en 1680) dado al elector de Brandeburgo Federico Guillermo I de Hohenzollern como compensación por Pomerania Occidental, que en el desenlace del conflicto Brandeburgo-Pomerania fue cedido en su mayoría a Suecia. Este acuerdo fue negociado por el representante de Federico Guillermo, Joachim Friedrich von Blumenthal, que como recompensa fue elegido como primer gobernador secular de Halberstadt.

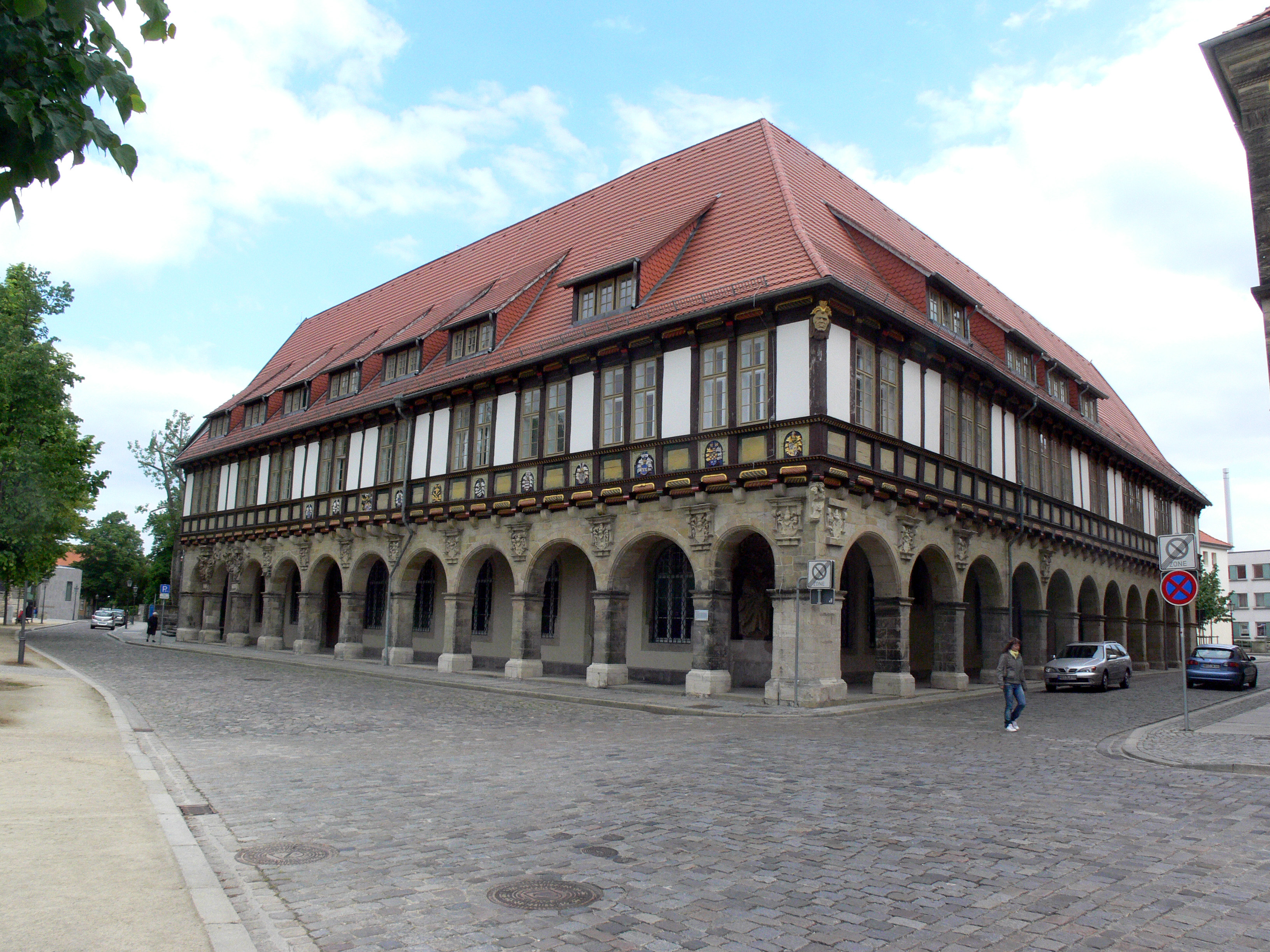
Halberstadt, Dompropstei.

El recién creado Principado de Halberstadt consistía del territorio alrededor de las ciudades históricas de Osterwieck y Halberstadt, el antiguo Principado de Anhalt-Aschersleben, el anterior Condado de Regenstein incluyendo del Castillo de Heimburg y el Condado de Falkenstein. El Señorío de Derenburg fue añadido en 1701, Hasserode fue adquirido de Stolberg-Wernigerode en 1714 y después del Congreso de Viena en 1815, el Principado de Halberstadt obtuvo la Baronía de Schauen y el Señorío de Hessenrode. Territorios perdidos incluyeron Weferlingen, que el rey Federico I en 1703 cedió a su primo Cristián Enrique de Brandeburgo-Bayreuth-Kulmbach, una subdivisión del Condado de Hohenstein sobre el mismo tiempo y Stapelburg cedido a Stolberg-Wernigerode en 1727.
El Principado de Halberstadt fue disuelto según el Tratado de Tilsit de 1807 que sucedió a la derrota de Prusia en la guerra de la Cuarta Coalición. Su territorio pasó a formar parte del Reino de Westfalia, un estado napoleónico satélite bajo gobierno de su hermano menor Jerónimo. Después de la derrota francesa en Leipzig, el principado fue restaurado en favor de Prusia en 1813 e incorporado a la nueva Provincia de Sajonia en 1817. Los monarcas prusianos de la Casa de Hohenzollern continuaron denominándose "Príncipes de [...] Halberstadt" hasta 1918.